# Ilha de São Simão (Galiza)

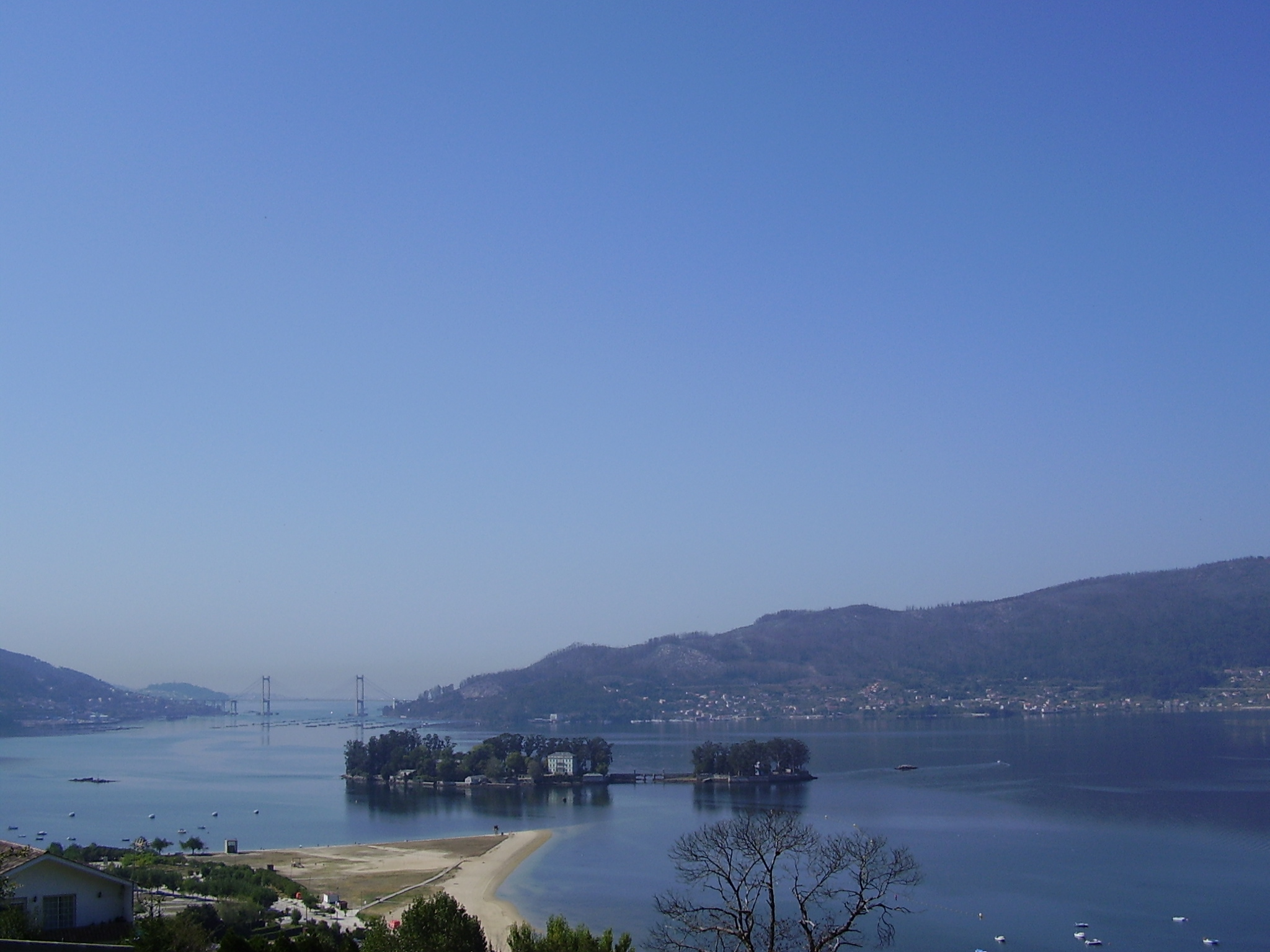
Ilha de São Simão vista desde Cesantes, Redondela

As ilhas de São Simão e Santo António são duas pequenas ilhas localizadas no município galego de Redondela e perto da conhecida Ponte de Rande. Excepcional e paradisíaco enclave que fica na enseada que conforma o fundo da Ria de Vigo. Localizadas em frente de Cesantes, as ilhas foram desde a antiguidade testemunhas directas da história da Galiza e das múltiplas vicissitudes e tragédias que aconteceram lá.

## Antecedentes

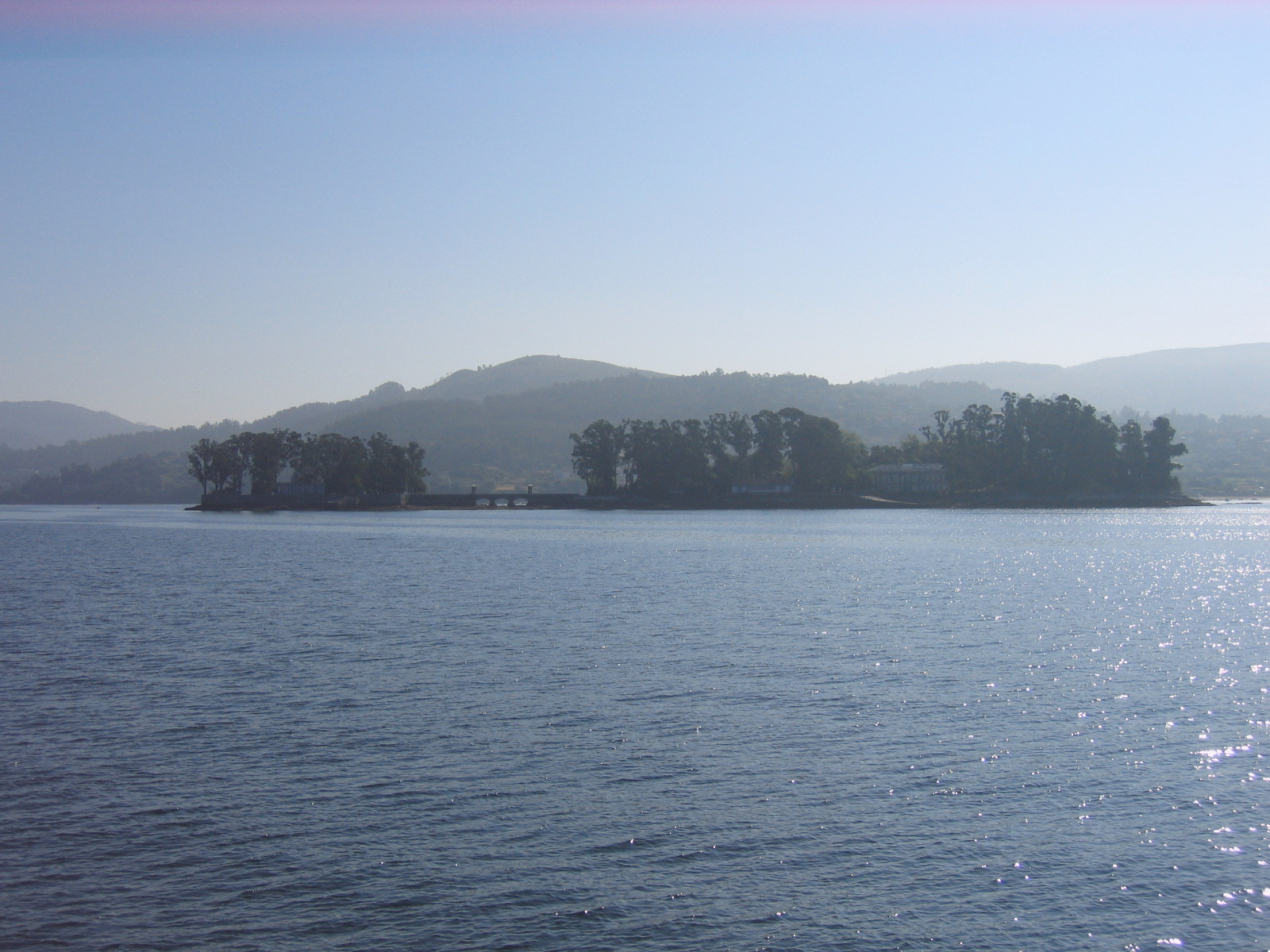
Vista geral da Ilha de São Simão

Possivelmente já utilizadas durante a época pré-romana e da romanização, tendo em conta a sua proximidade à terra, será na Idade Média que as ilhas comecem a ter a sua própria história. A partir de um primeiro assentamento religioso, pode ser que um primeiro cenóbio construído antes do século X, São Simão vai suportar um longo período de actividade monacal que durará até meados do século XVIII.
Diferentes comunidades religiosas (templários e, talvez, pasqualinos, beneditinos e franciscanos) vão achar neste local um espaço de referência espiritual e retiro. Nesta altura, surgirá o culto ao santo que dá nome à ilha e à enseada e a quem o trovador Meendinho, no século XIII, se refere na sua célebre cantiga de amigo, uma das mais notáveis de toda a poesia lírica galego-portuguesa.
| Ilha de São Simão (Galiza) | Sedia-m'eu na ermida de San Simión e cercaron-mi as ondas, que grandes son. Eu atendend'o meu amigo. E verrá? | Ilha de São Simão (Galiza) |
| — Meendinho                | |                            |

Durante este tempo, a paz do lugar vê-se perturbada por causa dos conflitos territoriais, actos violentos e batalhas. As incursões corsárias que no século XVI leva a cabo Francis Drake na Ria de Vigo e na Ilha de São Simão, sucede-lhes em 1702 a Batalha de Rande, que tem lugar no contexto da Guerra da Sucessão. Uma frota armada anglo-holandesa ataca as naves espanholas e francesas que se refugiam na enseada de São Simão para se defenderem dos ataques e descarregarem a prata e outros produtos de valor chegados da América. A batalha terminará com a destruição por afundamento e incêndio da frota hispano-francesa e a ilha será alvo de saques e da violência dos contendentes. A partir destes acontecimentos, surge a lenda sobre os tesouros dos galeões afundados que a prolífica pena de Júlio Verne aproveita na obra Vinte mil léguas submarinas.
A história contemporânea de São Simão começa depois da saída dos monges e a aprovação pelo Estado do projecto de construção de um lazareto marítimo nesta ilha, que estará em actividade entre 1842 e 1927, acolhendo milhares de doentes em situação de quarentena face às doenças infecto-contagiosas da época. O lazareto vai ser um factor decisivo do crescimento económico do porto de Vigo e da sua cidade e vai converter-se num espaço em que a humanidade e a desgraça se encontram, sendo testemunha de factos e avatares esquisitos, como as repatriações depois da derrota nas guerras coloniais de Cuba e Filipinas, em 1898.

## Guerra Civil
Posteriormente, a ilha converteu-se numa leprosaria e numa prisão, sucessivamente. Durante a guerra e pós-guerra franquista a ilha foi usada como campo de concentração e campo de extermínio em que morreram assassinados milhares de presos políticos contrários ao regime de Franco (militar e ditador espanhol), em sua maioria provenientes de zonas próximas como Vigo, Pontevedra, Ourense e Vilagarcía de Arousa, embora também fossem frequentes os presos das Astúrias e do País Basco.
A antiga leprosaria ficou relegada a albergar os militares que viajavam à ilha, bem como o pessoal a complementar (administrativos, intendência ou enfermaria). Além disso, foram construídas torres de vigilância e melhoraram-se os muros e os acessos. As condições às quais estavam submetidos os presos eram desumanas e cruéis, as condições sanitárias eram deficientes e o amontoamento de presos era considerável. Estavam distribuídos em diferentes pavilhões ao longo da ilha, e com frequência produziam-se fuzilamentos em massa. Acha-se que centenas de pessoas terão morrido ali. A ilha era considerada um dos centros penitenciários mais temíveis.

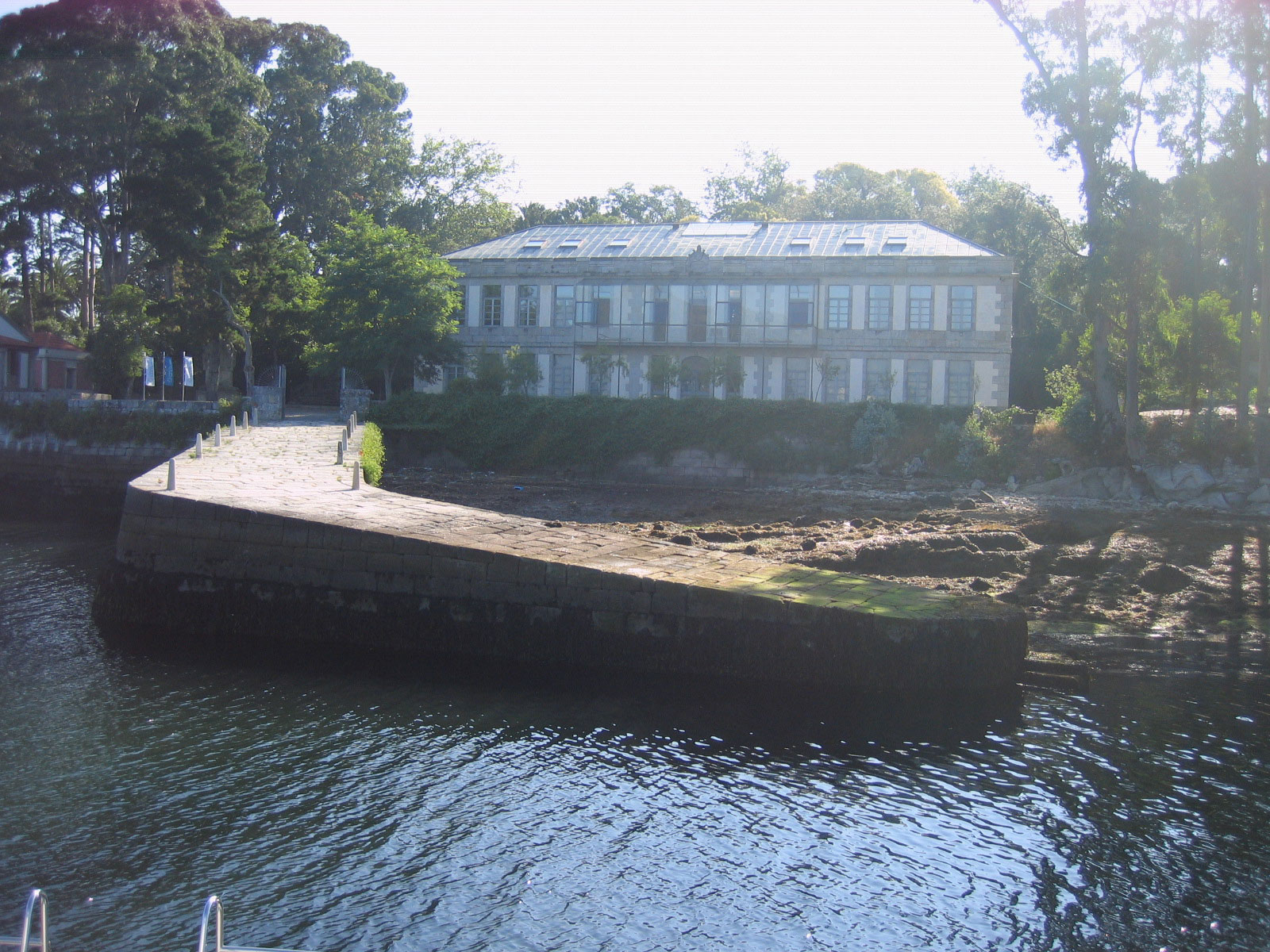
Prédio da antiga leprosaria.

A ilha foi palco do fim do filme “O lápis do carpinteiro”, ao ser lá transferido Dá Barca, um preso político, um dos cárceres de onde se dizia que era quase impossível sair vivo.

## Pós-guerra
Foi qualificada pelo franquismo como "colónia penitenciária". Manteve-se em funcionamento até 1943. A ilha, após a Guerra civil, deixou de funcionar como cárcere, sofrendo um abandono paulatino, apenas interrompido pelos membros da guarda pessoal de Franco em períodos estivais que passavam ali as suas férias. A 22 de Agosto de 1950, aconteceu um trágico incidente. Cerca de cinquenta passageiros da Guarda de Franco voltavam da ilha numa embarcação, "A Monchiña", quando, devido às más condições do tempo e às correntes habituais da zona, a embarcação naufragou. Quase nenhum dos passageiros sabia nadar, e quarenta e três tripulantes perderam a vida. No ilhéu de São Norberto, no lado sul do arquipélago, construiu-se um pequeno cruzeiro em honra dos falecidos. A ilha foi clausurada devido à tragédia, e reabriu-se para ser empregada como Lar “Méndez Núñez” para a formação de órfãos de marinheiros, que funcionou entre 1955 e 1963.

## Actualidade
Em 1999, as ilhas de São Simão e Santo António foram declaradas Bem de Interesse Cultural e começou a ser construída, tentando atingir uma harmonia entre a natureza (resgatando os jardins ou o centenário "Passeio dos buxos" (árvores que povoam o jardim) e a remodelação dos edifícios já existentes sem deteriorar a área envolvente. Na actualidade, as ilhas de São Simão e São António foram remodeladas e convertidas pela mão de César Portela em centro de recuperação da memória histórica, reabilitadas como um espaço protegido e com uma completa regeneração dos jardins e das espécies arbóreas.

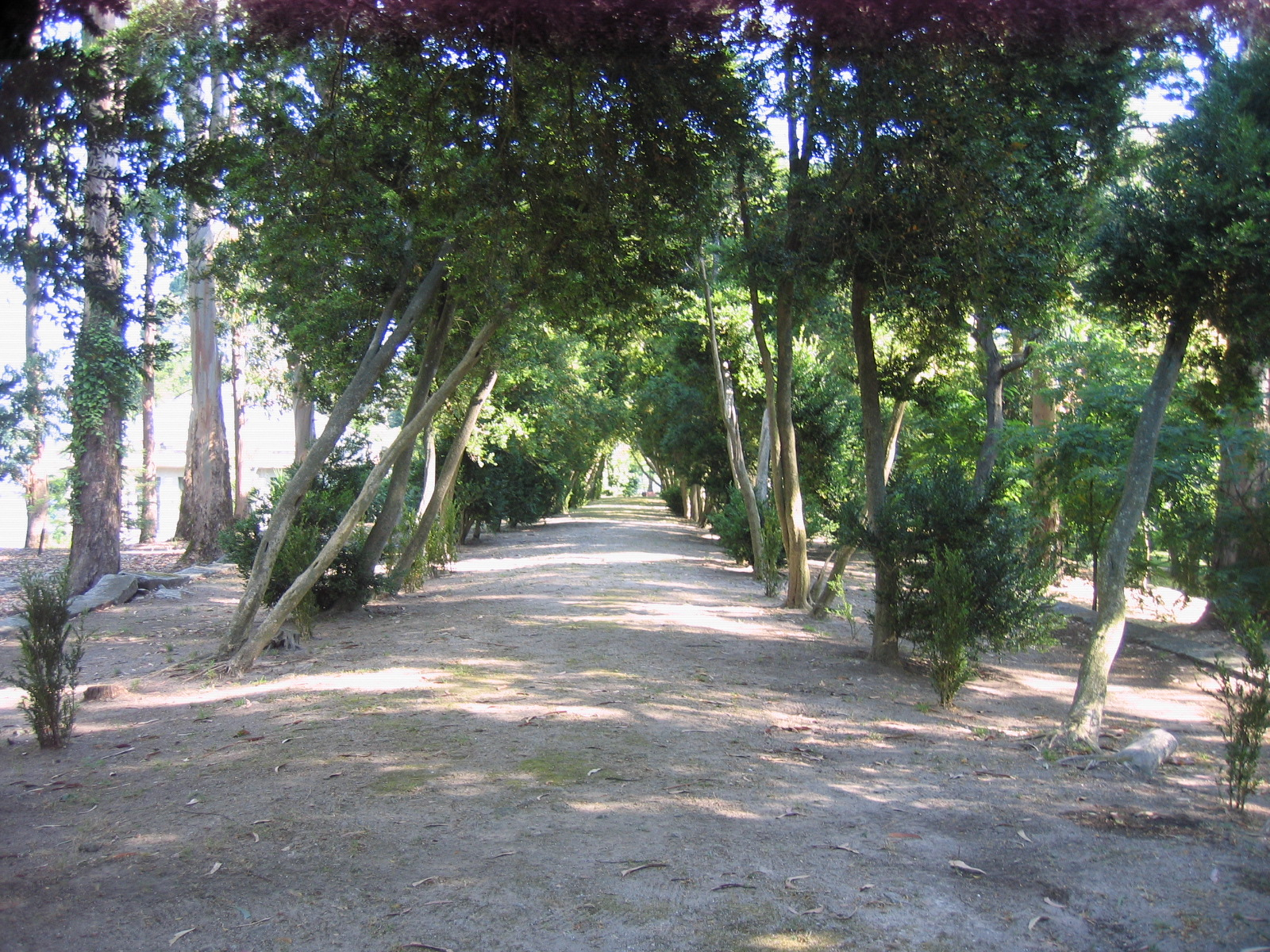
Jardins da Ilha de São Simão.

Também foi redirigida com uma função cultural, já que conta com auditório, biblioteca, escola do mar, hotel e restaurante (infelizmente na actualidade não funciona por falta de actividade).